# Samuelu Malo
Samuelu Malo Vaga (4 aprile 1999) è un calciatore samoano, centrocampista del Samoa FA.

## Carriera

### Club
Dal 2015 gioca nel Samoa FA.

### Nazionale
Ha debuttato in Nazionale il 29 maggio 2016, in Nuova Caledonia-Samoa.